# Aviva Ahuvati
Pour plus de détails, voir Fiche technique et Distribution.
Aviva Ahuvati (אביבה אהובתי) est un film israélien réalisé par Shemi Zarhin, sorti en 2006. Le film obtint l'Ophir du meilleur film (ex æquo avec Adama, mon kibboutz) en 2006.

## Fiche technique
- Titre original : אביבה אהובתי,Aviva Ahuvati (litt. « Aviva, mon amour »)
- Réalisation : Shemi Zarhin
- Scénario : Shemi Zarhin
- Genre : drame
- Date de sortie : 2006

## Distribution
- Assi Levy : Aviva Cohen
- Rotem Abuhab : Anita
- Levana Finkelstein : Violette
- Dror Keren : Moni Cohen
- Sasson Gabai : Oded Zar
- Nathan Ravitz : Arie
- Dana Ivgy : Oshrat Cohen